# Universitatea din Valenciennes
Universitatea din Valenciennes (denumire oficială : Université de Valenciennes) este o universitate pluridisciplinară franceză situată în comuna Famars din Hauts-de-France. Ea este membru al polului universitar Université Lille Nord de France.

## Istorie
În 1962 s-a deschis la Valenciennes un institut universitar de tehnologie (IUT) în inginerie mecanică.
În 1964 a fost înființată la Famars o ramură a Facultății de Științe din Lille. Primele materii predate au fost mecanica, metalurgia și prelucrarea metalelor.
În 1966 a fost constituit un colegiu științific universitar la Valenciennes : acest centru depinde în totalitate de Universitatea din Lille.
În 1969 Universitatea din Lille a fost divizată în 3 universități, iar colegiul universitar din Valenciennes s-a transformat într-un centru universitar de sine stătător.
În cele din urmă, acest colegiu universitar a devenit în 1978 o universitate.

### Lista președinților
- Michel Moriamez (1970-1975)[12]
- Edouard Bridoux (1975-1979)[12]
- Noël Malvache (1979-1986)[12]
- Pierre Couser (1986-1991)[12]
- Claude Tournier (1991-1996)[12]
- Jean-Claude Angué (1996-2000)[12]
- Pascal Level (2000 - 20 octombrie 2005)[12]
- Marie-Pierre Mairesse (20 octombrie 2005[12] - octombrie 2010)
- Mohamed Ourak (octombrie 2010 - iunie 2016)
- Abdelhakim Artiba (din iunie 2016)

## Structură
În conformitate cu codul educației care stabilește forma de organizare juridică a universităților publice din Franța, Universitatea din Valenciennes este împărțită în mai multe unități componente. Există pe de o parte unități de formare și cercetare (UFR) și pe de altă parte  institute și școli. Astfel, universitatea este structurată în felul următor:

### UFR
- Facultatea de Științe
- Facultatea de Litere, Limbi, Arte și Științe Umane (FLLASH)
- Facultatea de Drept, Economie și Management
- Institutul de Științe și Tehnici din Valenciennes[necesită citare]
- Institutul Universitar de Tehnologie din Valenciennes[necesită citare]

### Școli și institute
- Institutul de știință și tehnică din Valenciennes
- Școala națională superioară de ingineri în informatică, automatică, mecanică, energetică și electronică
- Un institut de administrare a afacerilor
- Un institut de pregătire în administrație generală

### Serviciul comune de documentare
Serviciul Comun de Documentara al UVHC este compus din 4 biblioteci universitare (BU), situate la Mont Houy, Tertiales, Cambrai și Maubeuge.
Acestea furnizează sursele de documentare pentru formare, cercetare și integrare profesională. Aceste 4 unități sunt gestionate de 46 de bibliotecari. În fiecare an, bibliotecile UVHC au 255.000 de intrări, împrumută 96.000 de documente și instruiesc 2.800 de studenți în căutarea de informații.